# Elimination Chamber (2023)
Elimination Chamber (2023) (W Niemczech znane jako No Escape (2023)) – gala wrestlingu wyprodukowana przez federację WWE dla zawodników z brandów Raw i SmackDown. Odbyła się 18 lutego 2023 w Bell Centre w Montreal w prowincji Quebec w Kanadzie. Emisja była przeprowadzana na żywo za pośrednictwem serwisu strumieniowego Peacock w Stanach Zjednoczonych i WWE Network na całym świecie oraz w systemie pay-per-view. Była to trzynasta gala w chronologii cyklu Elimination Chamber.
Na gali odbyło się sześć walk. W walce wieczoru, Roman Reigns pokonał Samiego Zayna i zachował niekwestionowane mistrzostwo WWE Universal. W męskim Elimination Chamber matchu wygrał Austin Theory broniąc mistrzostwo Stanów Zjednoczonych, podczas gdy w żeńskim, która była walką otwierającą galę wygrała Asuka zdobywając miano pretendentki do mistrzostwa kobiet Raw na WrestleManii 39.

## Produkcja i rywalizacje
Elimination Chamber oferowało walki profesjonalnego wrestlingu z udziałem wrestlerów należących do brandów Raw i SmackDown. Wyreżyserowane rywalizacje (storyline’y) były kreowane podczas cotygodniowych gal Raw i SmackDown. Wrestlerzy są przedstawieni jako heele (negatywni, źli zawodnicy i najczęściej wrogowie publiki) i face’owie (pozytywni, dobrzy i najczęściej ulubieńcy publiki), którzy rywalizują pomiędzy sobą w seriach walk mających budować napięcie. Kulminacją rywalizacji jest walka wrestlerska lub ich seria.

### Elimination Chamber match o United States Championship
30 stycznia ogłoszono, że Austin Theory będzie bronił mistrzostwo Stanów Zjednoczonych w Elimination Chamber matchu, co oznacza pierwszą walkę o ten tytuł w takiej stypulacji. Walki kwalifikacyjne rozpoczęły się tej nocy na Raw, a Seth "Freakin" Rollins, Johnny Gargano i Bronson Reed zdobyli swoje miejsca w walce, pokonując odpowiednio Chada Gable’a, Barona Corbina i Dolpha Zigglera. Ostatnie dwie walki kwalifikacyjne odbyły się w odcinku następnego tygodnia, w którym Damian Priest i Montez Ford zdobyli swoje miejsca, pokonując odpowiednio Angelo Dawkinsa i Eliasa.

### Żeński Elimination Chamber match
30 stycznia na odcinku Raw, WWE official Adam Pearce ogłosił, że ze względu na to, że zwyciężczyni Royal Rumble matchu kobiet zdecydowała się walczyć o mistrzostwo kobiet SmackDown na WrestleManii 39, pretendentka Bianci Belair do mistrzostwa kobiet Raw na WrestleManii zostanie wyłoniona przez Elimination Chamber match, składający się z wrestlerek zarówno z Raw, jak i SmackDown. Pierwsze kwalifikacje zostały potwierdzone jako cztery ostatnie wyeliminowane zawodniczki kobiecego Royal Rumble matchu: Asuka i Nikki Cross z Raw oraz Liv Morgan i Raquel Rodriguez ze SmackDown. Piąte i szóste miejsce zostały rozstrzygnięte w dwóch Fatal 4-Way matchach. Pierwszy miał miejsce 3 lutego na odcinku SmackDown, gdzie Natalya pokonała Shaynę Baszler, Shotzi i Zelinę Vegę, podczas gdy drugi miał miejsce 6 lutego na odcinku Raw, gdzie powracająca Carmella pokonała Candice LeRae, "Michin" Mię Yim i Piper Niven. W następnym tygodniu, zarówno Becky Lynch, jak i Bayley wyraziły chęć wzięcia udziału w Elimination Chamber matchu, jednak Belair przerwała i stwierdziła, że jeśli chcą zawalczyć w walce, muszą najpierw przejść przez nią. Następnie Pearce zaplanował Triple Threat match na tę noc, w którym jeśli Bayley lub Lynch wygrają, zostaną dodane do walki, jednak jeśli Belair wygra, żadna z nich nie zostanie dodana; zwyciężyła Belair.

### Roman Reigns vs. Sami Zayn
Po tym, jak Roman Reigns zachował niekwestionowane mistrzostwo WWE Universal na Royal Rumble, (The Usos (Jey Uso i Jimmy Uso) oraz Solo Sikoa) zaatakowali przeciwnika Reignsa, Kevina Owensa, podczas gdy honorowy członek Bloodline Sami Zayn obserwował w niepewności, jak Owens był byłym najlepszym przyjacielem Zayna. Gdy Reigns miał zamiar zaatakować bezbronnego Owensa stalowym krzesłem, Zayn błagał Reignsa, by przestał. Następnie Reigns rozkazał Zaynowi zaatakować Owensa krzesłem, a po tym, jak został zbesztany przez Reignsa, Zayn obrócił się przeciwko Bloodline i zamiast tego zaatakował Reignsa krzesłem. Zayn przeprosił Jeya, a następnie Jimmy, Sikoa i Reigns zaatakowali Zayna, podczas gdy emocjonalnie zrozpaczony Jey obserwował przed opuszczeniem ringu, jak reszta The Bloodline nadal atakuje Zayna i Owensa. W następnym odcinku SmackDown, Reigns odniósł się do sytuacji, zanim został zaatakowany od tyłu przez Zayna, który powiedział, że początkowo nie chciał niczego od Reignsa, ale teraz chciał niekwestionowane mistrzostwo WWE Universal. Jimmy i Sikoa następnie zaatakowali Zayna (Jey był nieobecny w odcinku), a Reigns przyjął jego wyzwanie, stwierdzając, że skoro Zayn skrzywdził swoją rodzinę, skrzywdzi Zayna przed własną rodziną w Montrealu na Elimination Chamber.

### Edge i Beth Phoenix vs. Finn Bálor i Rhea Ripley
Na gali Extreme Rules w październiku 2022 roku, członek The Judgement Day Finn Bálor pokonał Edge’a w „I Quit” matchu po tym, jak Rhea Ripley zmusiła go do poddania się po tym, jak zagroziła, że zaatakuje żonę Edge’a Beth Phoenix con-chair-to. Mimo że Edge się poddał, Ripley nadal zaatakowała Phoenix con-chair-to. Na Royal Rumble, Edge powrócił jako uczestnik męskiego Royal Rumble matchu, w którym wyeliminował członków Judgement Day Bálora i Damiana Priesta, ale gdy próbował wyeliminować Dominika Mysterio, Bálor i Priest go wyeliminowali. Potem Edge pobił z The Judgement Day na wejściu, a Ripley zaangażowała się, tylko po to, by Phoenix ją zaatakowała. 6 lutego na odcinku Raw, Edge i Phoenix wyzwali Bálora i Ripley na Mixed Tag Team match na Elimination Chamber, na co Bálor się zgodził.

### Brock Lesnar vs. Bobby Lashley
Na Royal Rumble 2022, Bobby Lashley pokonał Brocka Lesnara dzięki ingerencji z zewnątrz. Mieli rewanż na Crown Jewel w listopadzie, który wygrał Lesnar, chociaż Lashley zdominował walkę. Na Raw is XXX 23 stycznia 2023, Brock Lesnar powrócił i kosztował Bobby’ego Lashleya jego walkę o mistrzostwo Stanów Zjednoczonych. Następnie obaj rywalizowali w męskim Royal Rumble matchu, w którym Lashley wyeliminował Lesnara. 6 lutego na odcinku Raw, Lesnar pojawił się z kontraktem na walkę i wyzwał Lashleya na kolejną walkę na Elimination Chamber. Lashley wyszedł i powiedział, że udzieli mu odpowiedzi później, po przejrzeniu umowy. Następnie Lesnar zaatakował Lashleya dwoma F-5. Podpisanie kontraktu na walkę miało miejsce w następnym tygodniu, a po tym, jak Lashley zaatakował Lesnara, podpisał kontrakt, aby walka była oficjalna.

## Gala
| Rola:                           | Osoba:                     |
| ------------------------------- | -------------------------- |
| Komentatorzy angielskojęzyczni  | Michael Cole               |
| Komentatorzy angielskojęzyczni  | Corey Graves               |
| Komentatorzy hiszpańskojęzyczni | Marcelo Rodriguez          |
| Komentatorzy hiszpańskojęzyczni | Jerry Soto                 |
| Spikerzy                        | Mike Rome (Raw)            |
| Spikerzy                        | Samantha Irvin (SmackDown) |
| Sędziowie                       | Danilo Anfibio             |
| Sędziowie                       | Jason Ayers                |
| Sędziowie                       | Jessika Carr               |
| Sędziowie                       | Dan Engler                 |
| Sędziowie                       | Daphanie LaShaunn          |
| Sędziowie                       | Eddie Orengo               |
| Sędziowie                       | Chad Patton                |
| Sędziowie                       | Ryan Tran                  |
| Sędziowie                       | Rod Zapata                 |
| Panel Pre-show                  | Ariel Helwani              |
| Panel Pre-show                  | Kayla Braxton              |
| Panel Pre-show                  | Kevin Patrick              |
| Panel Pre-show                  | Peter Rosenberg            |
| Panel Pre-show                  | Wade Barrett               |

### Główna gala
Pay-per-view rozpoczęło się Elimination Chamber matchem kobiet o miano pretendentki do mistrzostwa kobiet Raw na WrestleManii 39. Liv Morgan i Natalya rozpoczęły walkę. Jego trzecia do walki weszła Raquel Rodriguez. Po akcjach między tą trójką, Nikki Cross weszła jako czwarta. Cross zdominowała przeciwniczki i wykonała na nich Crossbody ze szczytu komory. Carmella weszła z nr 5 i próbowała przypiąć Morgan i Natalyę, ale obie zkickoutowały. Rodriguez rzuciła Cross przez komorę, sprowadziła ją z powrotem na ring i przypięła ją dla eliminacji. Morgan wykonała Sunset Bomb ze szczytu komory na Rodriguez, a Carmella przypięła ją dla nearfallu. Asuka weszła jako ostatnia i zdominowała Carmellę, wbijając ją w ściany klatki. Asuka wykonała Sliding Kick na Carmelli i zmierzyła się z Rodriguez, stosując chwyt ośmiornicy, przed którym Rodriguez uciekła. Asuka wysłała ją w narożnik. Natalya założyła Sharpshooter na Morgan, podczas gdy Asuka założyła Asuka Lock na Morgan, która straciła przytomność, co doprowadziło do eliminacji Morgan. Po tym, jak Carmella wykonała Superkick na Natalyi, aby ją wyeliminować, Asuka i Carmella podwójnie połączyły siły przeciwko Rodriguez, aby ją wyeliminować. W końcówce Asuka zmusiła Carmellę do poddania się dźwignią Asuka Lock, aby wygrać walkę i zdobyć walkę o mistrzostwo kobiet Raw przeciwko Biance Belair na WrestleMania 39.
W drugiej walce Bobby Lashley zmierzył się z Brockiem Lesnarem. Lashley wykonał dwa Speary na Lesnarze na nearfally. Lashley próbował założyć Hurt Lock, ale Lesnar uciekł i wykonał dwa F-5, dla nearfally. W końcowych momentach, gdy Lashley założył Hurt Lock na Lesnarze, Lesnar przerwał poddanie low blowem i nieumyślnie został zdyskwalifikowany. Po walce Lesnar wykonał F-5 na sędziego, po czym zrobił to samo Lashleyowi na stół komentatorski. Następnie Lesnar wykonał sędziemu kolejny F-5.
Następnie Edge i Beth Phoenix zmierzyli się z The Judgement Day (Finn Bálor i Rhea Ripley, w towarzystwie Dominika Mysterio) w Mixed Tag Team matchu. Podczas walki Phoenix wykonał Superplex z górnej liny na Ripley i próbowała zmienić się z Edgem, tylko po to, by Bálor zrzucił Edge’a z krawędzi ringu. Następnie Phoenix kopnęła Ripley w Bálora i zmieniła się z Edgem. Edge i Phoenix wykonsli Edgecator odpowiednio na Bálorze i Ripley, tylko po to, by Mysterio podał Ripley kastet, aby użyć go do znokautowania Edge’a. Jednak Phoenix przerwała pin. Ripley i Phoenix wykonały jednoczesne Powerbomby odpowiednio na Edge’u i Bálorze. Poza ringiem Phoenix wykonała Glam Slam na Ripley. Bálor wykonał Sling Blade na Edge’u i wykonał Shotgun Dropkick, ale Edge przechwycił go Spearem. Następnie Edge i Phoenix wykonali Shatter Machine na Bálorze, aby wygrać walkę.
W przedostatniej walce Austin Theory bronił mistrzostwo Stanów Zjednoczonych przeciwko Bronsonowi Reedowi, Damianowi Priestowi, Johnny’emu Gargano, Montezowi Fordowi i Sethowi "Freakin" Rollinsowi w Elimination Chamber matchu. Gargano i Rollins rozpoczęli walkę. Theory wszedł z nr 3. Gargano i Rollins wielokrotnie uderzali Theorym o ściany klatki, zanim Priest wszedł do walki jego czwarty. Wszyscy czterej zawodnicy wymienili się akcjami, zanim Rollins wykonał Superplex i Falcon Arrow na Priescie dla nearfallu. Następnie Reed wszedł z nr 5 i zdominował wszystkich przeciwników. Następnie Reed wykonał podwójny Samoan Drop na Gargano i Rollinsie i przypiął Rollinsa na nearfall. Następnie Reed wysłał Priesta na ścianę klatki, a następnie uderzył go w komorę. Następnie Priest wykonał Shoulder Tackle z narożnika na Theorym, po czym wysłał go w komorę. Następnie Ford wszedł jako ostatni i walczył Reedem. Następnie Ford zyskał przewagę nad Theorym i spróbował zrobić własny People’s Elbow na Theorym, ale Reed temu przeszkodził. Theory następnie podniósł Reeda na ramiona, tylko po to, by Reed skontrował Powerslamem. Następnie Gargano wykonał Hurricanra na Reedzie na nearfall. Po kilku akcjach Forda i Priesta poza ringiem, Ford wykonał Crossbody z dachu komory na Gargano, Rollinsa, Theory’ego, Reeda i Priesta. Gargano, Ford i Rollins połączyli siły, aby wyeliminować Reeda, a Ford przypiął go po wykonaniu From The Heavens. Gargano wykonał Hurricanra ze szczytu komory na Rollinsie na innych wrestlerów. Po tym, jak Gargano zdominował wszystkich innych, Priest wykonał Razor’s Edge na Gargano, aby go wyeliminować. Ford zaatakował wszystkich Suicide Divem i wykonał From The Heavens on Theorym, który uniósł kolana. THeorym przypiął go po The Stomp Rollinsa poza ringiem. Następnie officiele pomogli Fordowi wydostać się z klatki. Rollins wykonał Pedigree on Theorym, ale Logan Paul, który wyeliminował Rollinsa w męskim Royal Rumble matchu, pojawił się i wykonał The Stomp na Rollinsie. Theory zakończył to A-Town Downem na Rollinsie, aby zachować tytuł.

### Walka wieczoru
W walce wieczoru Roman Reigns (w towarzystwie Paula Heymana) bronił niekwestionowane mistrzostwo WWE Universal przeciwko Samiemu Zaynowi. W pierwszych minutach tłum w rodzinnym mieście wiwatował na cześć Zayna, jednocześnie zaciekle wygwizdując Reignsa. Reigns oparł się ofensywnemu atakowi Zayna, po czym zaczął drwić z tłumu. Zayn odwrócił losy po wykonaniu Clothesline na Reignsie. Po bardziej ofensywnych ruchach, Zayn wykonał Sunset Bomb na Reignsie dla nearfallu. Reigns wykonał Uranage, ale nie przypiął Zayna. Zayn skontrował Superman Punch w Exploder Suplex w narożnik. Reigns skontrował Helluva Kick w Superman Punch na nearfallu. Kiedy Reigns próbował wykonać Spear, Zayn przeskoczył i wykonał roll-up na Reignsie na nearfall. Zayn wykonał kolejny Exploder Suplex na Reignsie, a następnie wykonał swój własny Superman Punch i Helluva Kick, ale nie przypiął Reignsa. Poza ringiem Reigns próbował wykonać Spear, ale Zayn zrobił unik, przez co uderzył w barykadę. Z powrotem w ringu, Zayn wykonał Blue Thunderbomb na Reignsie, ale mistrz w ostatnim momencie zkickoutował. Gdy Zayn próbował wykonać ten sam ruch, Reigns zablokował i posłał Zayna na sędziego, obezwładniając go. Następnie Zayn wykonał Helluva Kick, ale sędzia nie mógł odliczyć przypięcia, co frustrowało publiczność i Zayna. Potem Jimmy Uso, któremu tydzień wcześniej kazano zostać w domu, pojawił się i wykonał Uso Splash na Zaynie i przeciągnął Reignsa na Zayna. Nowy sędzia dokonał odliczenia, ale Zayn zkickoutował. Po tym, jak Zayn i Reigns wymienili ciosy, Zayn zdjął Jimmy’ego z krawędzi ringu, a Reigns wykonał drugi spear na Zaynie. Potem Reigns gadał z Zaynem w stylu trash-talkingu. Reigns przypadkowo obezwładnił drugiego sędziego, a Heyman podał Reignsowi krzesło. Potem pojawił się Jey Uso, któremu również kazano zostać w domu, a Reigns rzucił krzesło Jeyowi. Gdy Reigns rozmawiał z Jeyem, Reigns odrzucił go na bok, przypadkowo pozwalając Zaynowi wykonać Spear na Jeyu. Następnie Reigns zaciekle atakował Zayna krzesłem i zakończył to trzecim Spearem, aby zachować tytuły.
Po walce Reigns i Jimmy zaatakowali Zayna, dopóki nie pojawił się Kevin Owens i nie zaatakował Jimmy’ego. Następnie Owens zaatakował Reignsa i wykonał Stunnery zarówno na Reigns, jak i Jimmym. Następnie Owens wykonał Pop-up Powerbomb na Jimmym na stół komentatorski. Owens następnie wziął krzesło, tylko po to, by Heyman bezskutecznie próbował atakować Owensa. Następnie Owens wykonał Stunner na Heymanie. Zayn wykonał Helluva Kick na Reignsie i spojrzał na Owensa, który opuścił ring. Następnie Zayn otrzymał owację na stojąco od tłumu z rodzinnego miasta, gdy gala dobiegła końca.

## Wyniki walk
| Nr                                 | Wyniki | Stypulacje                                                                                        | Czas  |
| ---------------------------------- | --- | ------------------------------------------------------------------------------------------------- | ----- |
| 1                                  | Asuka pokonała Carmellę, Liv Morgan, Natalyę, Nikki Cross i Raquel Rodriguez                                            | Elimination Chamber match o miano pretendentki do WWE Raw Women’s Championship na WrestleManii 39 | 19:30 |
| 2                                  | Bobby Lashley pokonał Brocka Lesnara przez dyskwalifikację                                                              | Singles match                                                                                     | 4:45  |
| 3                                  | Edge i Beth Phoenix pokonali The Judgment Day (Finna Bálora i Rheę Ripley) (z Dominikiem Mysterio) poprzez pinfall      | Mixed tag team match                                                                              | 13:50 |
| 4                                  | Austin Theory (c) pokonał Bronsona Reeda, Damiana Priesta, Johnny’ego Gargano, Monteza Forda i Setha "Freakin" Rollinsa | Elimination Chamber match o WWE United States Championship                                        | 31:30 |
| 5                                  | Roman Reigns (c) (z Paulem Heymanem) pokonał Samiego Zayna poprzez pinfall                                              | Singles match o Undisputed WWE Universal Championship                                             | 32:20 |
| (c) – mistrz/mistrzyni przed walką | |                                                                                                   |       |

### Żeński Elimination Chamber match
| Nr eliminacji | Wrestlerka       | Nr wejściowy | Wyeliminowana przez | Metoda eliminacji                                                  | Czas  |
| ------------- | ---------------- | ------------ | ------------------- | ------------------------------------------------------------------ | ----- |
| 1             | Nikki Cross      | 4            | Raquel Rodriguez    | Przypięta po rzuceniu nią w szkło akrylowe od komory               | 11:40 |
| 2             | Liv Morgan       | 2            | Natalyę i Asukę     | Poddana technicznie po założeniu dźwigni Sharpshooter i Asuka Lock | 16:40 |
| 3             | Natalya          | 1            | Carmellę            | Przypięta po otrzymaniu superkick                                  | 17:25 |
| 4             | Raquel Rodriguez | 3            | Carmellę i Asukę    | Przypięta po otrzymaniu superkicku od Carmelli                     | 18:25 |
| 5             | Carmella         | 5            | Asukę               | Odklepała po założeniu dźwigni Asuka Lock                          | 19:30 |
| Zwyciężczyni  | Asuka            | 6            | –                   | –                                                                  | 19:30 |

### Męski Elimination Chamber match
| Nr eliminacji | Wrestler               | Nr wejściowy | Wyeliminowany przez | Metoda eliminacji                             | Czas  |
| ------------- | ---------------------- | ------------ | ------------------- | --------------------------------------------- | ----- |
| 1             | Bronson Reed           | 5            | Monteza Forda       | Przypięty po otrzymaniu From The Heavens      | 18:00 |
| 2             | Johnny Gargano         | 1            | Damiana Priesta     | Przypięty po otrzymaniu Razor's Edge          | 23:05 |
| 3             | Damian Priest          | 4            | Monteza Forda       | Przypięty po otrzymaniu Blockbuster           | 25:00 |
| 4             | Montez Ford            | 6            | Austina Theory’ego  | Przypięty po otrzymaniu The Stomp od Rollinsa | 27:45 |
| 5             | Seth "Freakin" Rollins | 2            | Austina Theory’ego  | Przypięty po otrzymaniu A-Town Down           | 31:30 |
| Zwycięzca     | Austin Theory (c)      | 3            | –                   | –                                             | 31:30 |

## Wydarzenia po gali

### Raw
Podczas konferencji prasowej po Elimination Chamber, mistrz Stanów Zjednoczonych Austin Theory wystosował otwarte wyzwanie o tytuł. Wyzwanie zostało przyjęte przez Edge’a, ponieważ czuł, że jego feud z The Judgement Day dobiegł końca. Jednak na następnym odcinku Raw, Edge przegrał z powodu ingerencji Finna Bálora. W następnym tygodniu, Bálor powiedział, że ich feud się nie skończył i wyzwał Edge’a na pojedynek na WrestleManię 39. W odcinku z 6 marca, Edge ingerował w walkę Bálora, powodując jego przegraną. Następnie Edge wykonał Spear na Bálorze i wyzwał go, by spotkał się z nim sam na sam w ringu w następnym tygodniu. Tam obaj zgodzili się na Hell in a Cell match na WrestleManii 39.
Również na Raw, Sami Zayn odniósł się do swojej porażki w Elimination Chamber i powiedział, że musi porozmawiać z jedną osobą, Kevinem Owensem. Zayn stwierdził, że pomimo ich problemów, jedyną rzeczą, która się liczyła, było zniszczenie The Bloodline i że można to zrobić tylko razem. Owens powiedział, że asystował Zaynowi tylko po to, aby rodzina Zayna nie musiała widzieć, jak zostaje zniszczony, tak jak zrobił to Owens przed własną rodziną na Royal Rumble, podczas gdy Zayn patrzył. Kontynuował, mówiąc, że będzie dalej walczył sam z Bloodline i powiedział Zaynowi, aby poprosił swojego „przyjaciela”, Jeya Uso, o pomoc.
Omos i jego menadżer MVP odnieśli się do walki pomiędzy Brockiem Lesnarem i Bobbym Lashleyem na Elimination Chamber. MVP nazwał Lesnara tchórzem i twierdził, że Lesnar celowo został zdyskwalifikowany, ponieważ Lesnar wiedział, że nie może złamać poddania Lashleya Hurt Lock. Następnie MVP zaprosił Lesnara na Raw w następnym tygodniu, aby zaakceptował wyzwanie Omosa na walkę na WrestleManii 39. W tym odcinku, po tym, jak MVP zachęcał go do zaakceptowania walki, Lesnar zgodził się uczynić walkę oficjalną.
27 lutego na odcinku Raw, Seth "Freakin" Rollins wezwał Logana Paula, aby spotkał się z nim twarzą w twarz w następnym tygodniu, a Paul się zgodził. Tam Rollins chciał walczyć, ale Paul powiedział, że nie będzie walczył za darmo i zasugerował, że mogą walczyć na WrestleManii 39. Gospodarz WrestleManii The Miz powiedział, że może uczynić walkę oficjalną, co zostało później potwierdzone.
Również w następnym odcinku Raw, Bobby Lashley stwierdził, że nikt, w tym Bray Wyatt (który stwierdził, że na SmackDown przed Elimination Chamber, że zaatakuje zwycięzcę walki Brock Lesnar vs. Lashley), mógł złamać jego poddanie Hurt Lock i stwierdził, że wszyscy muszą okazać mu szacunek. Następnie Wyatt zaczął grać w gry głową z Lashleyem w kolejnych odcinkach Raw i SmackDown, co jeszcze bardziej go rozwścieczyło. Następnie Lashley pojawił się 3 marca w odcinku SmackDown, aby zkonfrontować się z Wyattem, ale zamiast tego został skonfrontowany z Howdym, którego Lashley odepchnął.

### SmackDown
W następnym odcinku SmackDown, Paul Heyman poinformował Jimmy’ego Uso, że musi poradzić sobie ze swoim bratem Jeyem, w przeciwnym razie Roman Reigns, który pojawi się w następnym tygodniu, zajmie się samym Jeyem. Później tej nocy, Jimmy wydał promo o tym, że zawsze jest tam dla Jeya, tak jak Jey był dla niego. Jimmy mówił o problemach The Bloodline. Sami Zayn pojawił się i powiedział, że aż do Royal Rumble, Jimmy zawsze był przy Zaynie, włączając w to uczynienie go honorowym członkiem Bloodline. Jimmy odpowiedział, że to Zayn zdecydował się zdradzić Bloodline, a Jimmy postawił swoją rodzinę na pierwszym miejscu, po czym Jey pojawił się z tłumu. Następnie Jimmy zaatakował Zayna, zanim Jey skierował się w stronę ringu, pozwalając Zaynowi wykonać Helluva Kick na Jimmym, który namawiał Jeya, by do niego dołączył. Potem pojawił się Solo Sikoa, a Zayn wycofał się, ale miał krótkie spojrzenie na Jeya. W nadchodzących tygodniach, Zayn próbował przekonać The Usos, że Reigns pozornie nimi manipuluje. Jimmy zachował lojalność wobec swojej rodziny, podczas gdy niepewność Jeya trwała aż do odcinka Raw z 6 marca, gdzie pozornie stanął po stronie Zayna, ale odwrócił się od niego, pokazując swoje zaangażowanie w The Bloodline. Na SmackDown w ten piątek, Jey wyjaśnił, że nie chciał zdradzić Zayna, ale musiał to zrobić dla swojej rodziny. W następnym tygodniu, Cody Rhodes wezwał Zayna i Owensa, próbując naprawić sytuację, ale Owens odmówił, jednak później tej nocy Owens wyszedł pomóc Zaynowi, który wpadł w zasadzkę The Usos, a Owens i Zayn przytulili się. 20 marca na odcinku Raw, The Usos przyjęli wyzwanie Owensa i Zayna na walkę na WrestleManii 39 o niekwestionowane mistrzostwo WWE Tag Team.